# Борбена готовост
Борбена готовост је назив за спремност оружаних снага или неког њиховог дијела да ступе у дејство при разним условима и у одређеном времену. Степен борбене готовости зависи од разних чинилаца (фактора) који су посебни за разне видове, јединице или установе.
Борбена готовост оружаних снага неке земље првенствено зависи од припрема за рат, мобилизацијском систему, бројном односу родова и видова, опремљености средствима за борбу, средствима транспорта, уређености територије, резервама и тако даље. У зависности од припремама за напад или одбрану, одређује се и систем ратних припрема. Међутим, чиниоци који се увијек узимају у обзир су морал, обученост, дисциплина, мобилност снабдјевеност и исправност.
У зависности од снага борбене готовости може бити тактичка, оперативна и стратегијска. Може бити потпуна и делимична, а негдје је подијељена на степене, рецимо од 1 до 4. Може затим бити стварна, могућна и потребна борбена готовост. Борбена готовост се разматра и за копнену војску, морнарицу и ваздухопловство.